# Раменское (Тверская область)
Раменское — деревня в Ржевском муниципальном округе Тверской области.

## География
Находится в южной части Тверской области на расстоянии приблизительно 31 км по прямой на северо-запад от города Ржев на правобережье Волги.

## История
Деревня была отмечена еще на карте Менде (состояние местности на 1848 год). В 1859 году здесь (деревня Ржевского уезда Тверской губернии) было учтено 20 дворов, в 1939—66. Входила до 2022 года в состав сельского поселения «Итомля» до его упразднения.

## Население
Численность населения: 146 человек (1859 год), 56 (русские 93 %) в 2002 году, 20 в 2010.